# متحف أوويزوف (مترو ألماتي)
متحف أوويزوف (بالقازاقية: Мұхтар Әуезов атындағы театры)، هي محطة قطارات للخط 1 لمترو ألماتي بكازاخستان، افتتحت في 1 ديسمبر 2011.

## اسم المحطة
اسم المحطة هو تكريم لمختار أوويزوف الذي يعتبر واحدا من أكبر الكتاب الكازاخ. قرب المحطة مسرح أوويزوف.